# Campionato mondiale di football americano 1999
Il campionato mondiale di football americano 1999 ((EN)  1999 IFAF World Cup), noto anche come Italia 1999 in quanto disputato in tale Stato, è stata la prima edizione del campionato mondiale di football americano per squadre nazionali maggiori maschili organizzato dalla IFAF.
Ha avuto inizio il 24 giugno 1999, e si è concluso il 4 luglio 1999 al Velodromo Paolo Borsellino di Palermo.
Gli Stati Uniti (che fino al 2002 non sono stati membri dell'IFAF) e il Canada non parteciparono per ragioni di sicurezza legate alla guerra del Kosovo da poco conclusa.

## Stadi
Distribuzione degli stadi del campionato mondiale di football americano 1999
| Palermo                     | Velodromo Paolo Borsellino (Palermo) |
| Velodromo Paolo Borsellino  | Velodromo Paolo Borsellino (Palermo) |
| 38°10′25.68″N 13°18′49.68″E | Velodromo Paolo Borsellino (Palermo) |
| Capacità: 18 000            | Velodromo Paolo Borsellino (Palermo) |
| Altitudine: 40 m s.l.m.     | Velodromo Paolo Borsellino (Palermo) |
|                             | Velodromo Paolo Borsellino (Palermo) |

## Squadre partecipanti
| Pr. | Squadra   | Data di qualificazione | Qualificata in quanto  | Ultima partecipazione |
| --- | --------- | ---------------------- | ---------------------- | --------------------- |
| 1   | Italia    |                        | Nazione organizzatrice |                       |
| 2   | Messico   |                        |                        |                       |
| 3   | Giappone  |                        |                        |                       |
| 4   | Svezia    |                        |                        |                       |
| 5   | Australia |                        |                        |                       |
| 6   | Finlandia |                        |                        |                       |

## Formato
Era previsto, con la partecipazione di Stati Uniti e Canada, un campionato a eliminazione diretta così strutturato:
|  | Quarti di finale | Quarti di finale |                           |                           | Semifinali | Semifinali |  |  | Finale   | Finale |
|  |                  |                  |                           |                           |            |            |  |  |          |        |
|  | 25 giugno (A)    |                  |                           |                           |            |            |  |  |          |        |
|  |                  |                  |                           |                           |            |            |  |  |          |        |
|  | Messico          |                  |                           |                           |            |            |  |  |          |        |
|  | 29 giugno (F)    |                  |                           |                           |            |            |  |  |          |        |
|  | Finlandia        |                  |                           |                           |            |            |  |  |          |        |
|  | Vincente A       |                  |                           |                           |            |            |  |  |          |        |
|  | 25 giugno (B)    |                  |                           |                           |            |            |  |  |          |        |
|  |                  | Vincente B       |                           |                           |            |            |  |  |          |        |
|  | Italia           |                  |                           |                           |            |            |  |  |          |        |
|  |                  |                  | 4 luglio                  |                           |            |            |  |  |          |        |
|  | Giappone         |                  |                           |                           |            |            |  |  |          |        |
|  | Vincente F       |                  |                           |                           |            |            |  |  |          |        |
|  | 26 giugno (C)    |                  |                           |                           |            |            |  |  |          |        |
|  |                  | Vincente H       |                           |                           |            |            |  |  |          |        |
|  | Canada           |                  |                           |                           |            |            |  |  |          |        |
|  | 29 giugno(H)     |                  |                           |                           |            |            |  |  |          |        |
|  | Svezia           |                  |                           |                           |            |            |  |  |          |        |
|  | Vincente C       |                  | Finale per il terzo posto | Finale per il terzo posto |            |            |  |  |          |        |
|  | Vincente C       | 26 giugno (D)    | Finale per il terzo posto | Finale per il terzo posto |            |            |  |  |          |        |
|  |                  | Vincente D       |                           |                           |            |            |  |  |          |        |
|  | Stati Uniti      |                  | Perdente F                |                           |            |            |  |  |          |        |
|  | Stati Uniti      |                  |                           |                           |            |            |  |  |          |        |
|  | Australia        |                  |                           | Perdente H                |            |            |  |  |          |        |
|  | Australia        |                  |                           | Perdente H                |            |            |  |  |          |        |
|  |                  |                  |                           |                           |            |            |  |  | 4 luglio |        |
|  |                  |                  |                           |                           |            |            |  |  |          |        |

|  | Semifinali 5º/8º posto | Semifinali 5º/8º posto | Semifinali 5º/8º posto |  |  | Finale 5º/6º posto | Finale 5º/6º posto | Finale 5º/6º posto |  |
|  |                        |                        |                        |  |  |                    |                    |                    |  |
|  | Perdente A             |                        |                        |  |  |                    |                    |                    |  |
|  |                        |                        |                        |  |  |                    |                    |                    |  |
|  | Perdente B             |                        |                        |  |  |                    |                    |                    |  |
|  |                        | Vincente E             |                        |  |  |                    |                    |                    |  |
|  |                        |                        |                        |  |  |                    |                    |                    |  |
|  |                        |                        | Vincente G             |  |  |                    |                    |                    |  |
|  | Perdente C             |                        |                        |  |  |                    |                    |                    |  |
|  |                        |                        |                        |  |  |                    |                    |                    |  |
|  | Perdente D             | Perdente D             |                        |  |  | Finale 7º/8º posto | Finale 7º/8º posto | Finale 7º/8º posto |  |
|  | Perdente D             | Perdente D             |                        |  |  |                    |                    |                    |  |
|  |                        |                        |                        |  |  |                    |                    |                    |  |
|  |                        |                        |                        |  |  | Perdente E         |                    |                    |  |
|  |                        |                        |                        |  |  |                    |                    |                    |  |
|  |                        |                        |                        |  |  | Perdente G         |                    |                    |  |

Il ritiro delle due nazionali nordamericane obbligò gli organizzatori a ristrutturare il campionato secondo una formula a gironi.

## Gironi
| Girone A  | Girone B  |
| --------- | --------- |
| Italia    | Giappone  |
| Messico   | Svezia    |
| Finlandia | Australia |

## Risultati

### Fase a gironi
Nelle tabelle: P.ti = Punti; % = Percentuale di vittorie; G = Incontri giocati; V = Vittorie; P = Pareggi; S = Sconfitte; PF = Punti fatti; PS = Punti subiti; DP = Differenza punti.

#### Gruppo A
| Palermo 24 giugno 1999 Incontro 1 | Italia     | 28 – 7 (7-0 7-7 7-0 7-0)                   | Finlandia | Velodromo Paolo Borsellino |
| Soresini Q1 ( TD ) 61yd pass from Lio Lafata Q1 ( pat ) Vicinelli Q2 ( TD ) 61yd pass from Lio Lafata Q2 ( pat ) Greco Q3 ( TD ) 10yd run Lafata Q3 ( pat ) Soresini Q4 ( TD ) 9yd pass from Lio Lafata Q4 ( pat ) Marcatori Seppanen Q2 ( TD ) 9yd run Ryynanen Q2 ( pat ) Giorgio Longhi Allenatori |            |                                            |           |                            |
| |            |                                            |           |                            |
| Soresini Q1 (TD) 61yd pass from Lio Lafata Q1 (pat) Vicinelli Q2 (TD) 61yd pass from Lio Lafata Q2 (pat) Greco Q3 (TD) 10yd run Lafata Q3 (pat) Soresini Q4 (TD) 9yd pass from Lio Lafata Q4 (pat) | Marcatori  | Seppanen Q2 (TD) 9yd run Ryynanen Q2 (pat) |           |                            |
| Giorgio Longhi | Allenatori |                                            |           |                            |

| Palermo 27 giugno 1999 Incontro 3 | Finlandia  | 0 – 89 (0-24 0-35 0-8 0-22) | Messico | Velodromo Paolo Borsellino |
| Marcatori Núñez Q1 ( TD ) 3yd run Barona Q1 ( pat ) Feria Q1 ( TD ) lateral from Rodriguez Barona Q1 ( pat ) Barona Q1 ( FG ) 23yd Aguilar Q2 ( TD ) 11yd pass from Rodriguez Barona Q2 ( pat ) Núñez Q2 ( TD ) 5yd run Barona Q2 ( pat ) Varela Q2 ( TD ) 39yd interception return Barona Q2 ( pat ) Villanueva Q2 ( TD ) 2yd run Barona Q2 ( pat ) Libano Q2 ( TD ) 11yd pass from Villanueva Barona Q2 ( pat ) Núñez Q3 ( TD ) 44yd punt return Felix Q3 ( tpc ) action Feria Q4 ( TD ) 7yd run Felix Q4 ( tpc ) action Feria Q4 ( TD ) 56yd punt return Barona Q4 ( pat ) Cuervo Q4 ( TD ) 27yd pass from Villanueva Barona Q4 ( pat ) Rick Rhoades Allenatori Mendoza |            | |         |                            |
| |            | |         |                            |
| | Marcatori  | Núñez Q1 (TD) 3yd run Barona Q1 (pat) Feria Q1 (TD) lateral from Rodriguez Barona Q1 (pat) Barona Q1 (FG) 23yd Aguilar Q2 (TD) 11yd pass from Rodriguez Barona Q2 (pat) Núñez Q2 (TD) 5yd run Barona Q2 (pat) Varela Q2 (TD) 39yd interception return Barona Q2 (pat) Villanueva Q2 (TD) 2yd run Barona Q2 (pat) Libano Q2 (TD) 11yd pass from Villanueva Barona Q2 (pat) Núñez Q3 (TD) 44yd punt return Felix Q3 (tpc) action Feria Q4 (TD) 7yd run Felix Q4 (tpc) action Feria Q4 (TD) 56yd punt return Barona Q4 (pat) Cuervo Q4 (TD) 27yd pass from Villanueva Barona Q4 (pat) |         |                            |
| Rick Rhoades | Allenatori | Mendoza |         |                            |

| Palermo 30 giugno 1999 Incontro 5 | Messico    | 54 – 0 (21-0 7-0 12-0 14-0) | Italia | Velodromo Paolo Borsellino |
| Ortis Q1 ( TD ) 56yd run Rodriguez Q1 ( TD ) 25yd run Barona Q1 ( pat ) Gonzales Q1 ( TD ) end zone fumble recovery Felix Q1 ( tpc ) action Feria Q2 ( TD ) 39yd pass from Rodriguez Barona Q2 ( pat ) Ortis Q3 ( TD ) 3yd run Rodriguez Q3 ( TD ) 16yd run Núñez Q4 ( TD ) 83yd punt return Huerta Q4 ( tpc ) action Loustaunau Q4 ( TD ) 1yd run Marcatori Mendoza Allenatori Giorgio Longhi |            |                             |        |                            |
| |            |                             |        |                            |
| Ortis Q1 (TD) 56yd run Rodriguez Q1 (TD) 25yd run Barona Q1 (pat) Gonzales Q1 (TD) end zone fumble recovery Felix Q1 (tpc) action Feria Q2 (TD) 39yd pass from Rodriguez Barona Q2 (pat) Ortis Q3 (TD) 3yd run Rodriguez Q3 (TD) 16yd run Núñez Q4 (TD) 83yd punt return Huerta Q4 (tpc) action Loustaunau Q4 (TD) 1yd run                                                                     | Marcatori  |                             |        |                            |
| Mendoza | Allenatori | Giorgio Longhi              |        |                            |

| Squadra   | P.ti | %     | G | V | P | S | PF  | PS  | DP   |
| --------- | ---- | ----- | - | - | - | - | --- | --- | ---- |
| Messico   | 4    | 1.000 | 2 | 2 | 0 | 0 | 143 | 0   | +143 |
| Italia    | 2    | .500  | 2 | 1 | 0 | 1 | 28  | 61  | -33  |
| Finlandia | 0    | .000  | 2 | 0 | 0 | 2 | 7   | 117 | -110 |

#### Gruppo B
| Palermo 25 giugno 1999 Incontro 2 | Svezia     | 22 – 6 (7-0 3-6 6-0 6-0)           | Australia | Velodromo Paolo Borsellino |
| Gustafson Q1 ( TD ) 5yd run Kimrin Q1 ( pat ) Kimrin Q2 ( FG ) Gustafson Q3 ( TD ) 18yd run Karlsson Q4 ( TD ) 48yd run Marcatori Peek Q2 ( TD ) 40yd pass from Yaeger Janne Björklund Allenatori Larry Legault |            |                                    |           |                            |
| |            |                                    |           |                            |
| Gustafson Q1 (TD) 5yd run Kimrin Q1 (pat) Kimrin Q2 (FG) Gustafson Q3 (TD) 18yd run Karlsson Q4 (TD) 48yd run                                                                                                   | Marcatori  | Peek Q2 (TD) 40yd pass from Yaeger |           |                            |
| Janne Björklund | Allenatori | Larry Legault                      |           |                            |

| Palermo 28 giugno 1999 Incontro 4 | Giappone   | 24 – 14 (7-0 7-0 7-14 3-0)                                                                           | Svezia | Velodromo Paolo Borsellino |
| Kashino Q1 ( TD ) 19yd run Nakasuji Q1 ( pat ) Nakamura Q2 ( TD ) 13yd run Nakasuji Q2 ( pat ) Itai Q3 ( TD ) 58yd pass from Matsumoto Nakasuji Q3 ( pat ) Nakasuji Q4 ( FG ) Marcatori Granqvist Q3 ( TD ) 20yd pass from Hejdesten Kimrin Q3 ( pat ) Hejdesten Q3 ( TD ) 2yd run Kimrin Q3 ( pat ) Larry Legault Allenatori Janne Björklund |            | |        |                            |
| |            | |        |                            |
| Kashino Q1 (TD) 19yd run Nakasuji Q1 (pat) Nakamura Q2 (TD) 13yd run Nakasuji Q2 (pat) Itai Q3 (TD) 58yd pass from Matsumoto Nakasuji Q3 (pat) Nakasuji Q4 (FG) | Marcatori  | Granqvist Q3 (TD) 20yd pass from Hejdesten Kimrin Q3 (pat) Hejdesten Q3 (TD) 2yd run Kimrin Q3 (pat) |        |                            |
| Larry Legault | Allenatori | Janne Björklund                                                                                      |        |                            |

| Palermo 1º luglio 1999 Incontro 6 | Australia  | 0 – 54 (0-14 0-16 0-14 0-10) | Giappone | Velodromo Paolo Borsellino |
| Marcatori Kashino Q1 ( TD ) 43yd run Nakasuji Q1 ( pat ) Abe Q1 ( TD ) 1yd run Nakasuji Q1 ( pat ) Watabe Q2 ( TD ) 35yd pass from Sunaga Nakasuji Q2 ( pat ) Team Q2 ( saf ) Itai Q2 ( TD ) 25yd pass from Nakazawa Nakasuji Q2 ( pat ) Sekino Q3 ( TD ) 5yd run Nakasuji Q3 ( pat ) Watabe Q3 ( TD ) 67yd pass from Sunaga Nakasuji Q3 ( pat ) Abe Q4 ( TD ) 1yd run Nakasuji Q4 ( pat ) Nakasuji Q4 ( FG ) Janne Björklund Allenatori Tariq Ayub |            | |          |                            |
| |            | |          |                            |
| | Marcatori  | Kashino Q1 (TD) 43yd run Nakasuji Q1 (pat) Abe Q1 (TD) 1yd run Nakasuji Q1 (pat) Watabe Q2 (TD) 35yd pass from Sunaga Nakasuji Q2 (pat) Team Q2 (saf) Itai Q2 (TD) 25yd pass from Nakazawa Nakasuji Q2 (pat) Sekino Q3 (TD) 5yd run Nakasuji Q3 (pat) Watabe Q3 (TD) 67yd pass from Sunaga Nakasuji Q3 (pat) Abe Q4 (TD) 1yd run Nakasuji Q4 (pat) Nakasuji Q4 (FG) |          |                            |
| Janne Björklund | Allenatori | Tariq Ayub |          |                            |

| Squadra   | P.ti | %     | G | V | P | S | PF | PS | DP  |
| --------- | ---- | ----- | - | - | - | - | -- | -- | --- |
| Giappone  | 4    | 1.000 | 2 | 2 | 0 | 0 | 82 | 7  | +75 |
| Svezia    | 2    | .500  | 2 | 1 | 0 | 1 | 29 | 34 | -5  |
| Australia | 0    | .000  | 2 | 0 | 0 | 2 | 6  | 76 | -70 |

### Finale per il 5º posto
| Palermo luglio 1999 Incontro 7 | Australia | 10 – 7 (0-0 0-7 0-0 10-0)                                    | Finlandia | Velodromo Paolo Borsellino |
| Snowball Q4 ( TD ) 11yd pass from Ward Fenwick Q4 ( pat ) Fenwick Q4 ( FG ) Marcatori Kuurvinen Q2 ( TD ) 26yd pass from Nieminen Kuurvinen Q2 ( pat ) |           |                                                              |           |                            |
| |           |                                                              |           |                            |
| Snowball Q4 (TD) 11yd pass from Ward Fenwick Q4 (pat) Fenwick Q4 (FG)                                                                                  | Marcatori | Kuurvinen Q2 (TD) 26yd pass from Nieminen Kuurvinen Q2 (pat) |           |                            |

### Finale per il 3º posto
| Palermo 3 luglio 1999 Incontro 8 | Svezia     | 38 – 13 (10-0 13-6 3-7 12-0)                                                           | Italia | Velodromo Paolo Borsellino |
| Kimrin Q1 ( FG ) 22yd Dyrvold Q1 ( TD ) 21 pass from Hejdesten Kimrin Q1 ( pat ) Gustafsson Q2 ( TD ) 41yd run Kimrin Q2 ( pat ) Hejdesten Q2 ( TD ) 7yd run Kimrin Q3 ( FG ) 21yd Tagel Q4 ( TD ) 12yd pass from Wiman Gustafsson Q4 ( TD ) 11yd run Marcatori Soresini Q2 ( TD ) 39yd pass from Lio Soresini Q3 ( TD ) 7yd pass from Lio Lafata Q3 ( pat ) Janne Björklund Allenatori Giorgio Longhi |            |                                                                                        |        |                            |
| |            |                                                                                        |        |                            |
| Kimrin Q1 (FG) 22yd Dyrvold Q1 (TD) 21 pass from Hejdesten Kimrin Q1 (pat) Gustafsson Q2 (TD) 41yd run Kimrin Q2 (pat) Hejdesten Q2 (TD) 7yd run Kimrin Q3 (FG) 21yd Tagel Q4 (TD) 12yd pass from Wiman Gustafsson Q4 (TD) 11yd run | Marcatori  | Soresini Q2 (TD) 39yd pass from Lio Soresini Q3 (TD) 7yd pass from Lio Lafata Q3 (pat) |        |                            |
| Janne Björklund | Allenatori | Giorgio Longhi                                                                         |        |                            |

### Finale
| Palermo 4 luglio 1999 Incontro 9              | Giappone  | 6 – 0 o.t. (0-0 0-0 0-0 0-0 6-0) | Messico | Velodromo Paolo Borsellino |
| Abe OT1 ( TD ) 5yd pass from Sunaga Marcatori |           |                                  |         |                            |
|                                               |           |                                  |         |                            |
| Abe OT1 (TD) 5yd pass from Sunaga             | Marcatori |                                  |         |                            |

## Campione
| Campione del Mondo 1999 Giappone (1º titolo) |

## Marcatori
| Giocatore  | Naz.      | TD rush | TD recv | TD int | TD p.ret | TD k.ret | TD oth | Xp1 | Xp2 | FG  | Saf | Totale |
| ---------- | --------- | ------- | ------- | ------ | -------- | -------- | ------ | --- | --- | --- | --- | ------ |
| Feria      | Messico   | 1       | 1       | 0      | 1        | 0        | 1      | 0   | 0   | 0   | 0   | 24     |
| Gustafsson | Svezia    | 2+2     | 0       | 0      | 0        | 0        | 0      | 0   | 0   | 0   | 0   | 24     |
| Núñez      | Messico   | 2       | 0       | 0      | 2        | 0        | 0      | 0   | 0   | 0   | 0   | 24     |
| Soresini   | Italia    | 0       | 2+2     | 0      | 0        | 0        | 0      | 0   | 0   | 0   | 0   | 24     |
| Abe        | Giappone  | 2       | 0+1     | 0      | 0        | 0        | 0      | 0   | 0   | 0   | 0   | 18     |
| Nakasuji   | Giappone  | 0       | 0       | 0      | 0        | 0        | 0      | 10  | 0   | 2   | 0   | 16     |
| Barona     | Messico   | 0       | 0       | 0      | 0        | 0        | 0      | 11  | 0   | 1   | 0   | 14     |
| Kimrin     | Svezia    | 0       | 0       | 0      | 0        | 0        | 0      | 3+2 | 0   | 1+2 | 0   | 14     |
| Cuervo     | Messico   | 0       | 2       | 0      | 0        | 0        | 0      | 0   | 0   | 0   | 0   | 12     |
| Hejdesten  | Svezia    | 1+1     | 0       | 0      | 0        | 0        | 0      | 0   | 0   | 0   | 0   | 12     |
| Itai       | Giappone  | 0       | 2       | 0      | 0        | 0        | 0      | 0   | 0   | 0   | 0   | 12     |
| Kashino    | Giappone  | 2       | 0       | 0      | 0        | 0        | 0      | 0   | 0   | 0   | 0   | 12     |
| Rodriguez  | Messico   | 2       | 0       | 0      | 0        | 0        | 0      | 0   | 0   | 0   | 0   | 12     |
| Watabe     | Giappone  | 0       | 2       | 0      | 0        | 0        | 0      | 0   | 0   | 0   | 0   | 12     |
| Kuurvinen  | Finlandia | 0       | 0+1     | 0      | 0        | 0        | 0      | 0+1 | 0   | 0   | 0   | 7      |
| Aguilar    | Messico   | 0       | 1       | 0      | 0        | 0        | 0      | 0   | 0   | 0   | 0   | 6      |
| Dyrvold    | Svezia    | 0       | 0+1     | 0      | 0        | 0        | 0      | 0   | 0   | 0   | 0   | 6      |
| Felix      | Messico   | 0       | 0       | 0      | 0        | 0        | 0      | 0   | 3   | 0   | 0   | 6      |
| Granqvist  | Svezia    | 0       | 1       | 0      | 0        | 0        | 0      | 0   | 0   | 0   | 0   | 6      |
| Greco      | Italia    | 1       | 0       | 0      | 0        | 0        | 0      | 0   | 0   | 0   | 0   | 6      |
| Karlsson   | Svezia    | 1       | 0       | 0      | 0        | 0        | 0      | 0   | 0   | 0   | 0   | 6      |
| Libano     | Messico   | 0       | 1       | 0      | 0        | 0        | 0      | 0   | 0   | 0   | 0   | 6      |
| Loustaunau | Messico   | 1       | 0       | 0      | 0        | 0        | 0      | 0   | 0   | 0   | 0   | 6      |
| Nakamura   | Giappone  | 1       | 0       | 0      | 0        | 0        | 0      | 0   | 0   | 0   | 0   | 6      |
| Ortis      | Messico   | 1       | 0       | 0      | 0        | 0        | 0      | 0   | 0   | 0   | 0   | 6      |
| Peek       | Australia | 0       | 1       | 0      | 0        | 0        | 0      | 0   | 0   | 0   | 0   | 6      |
| Sekino     | Giappone  | 1       | 0       | 0      | 0        | 0        | 0      | 0   | 0   | 0   | 0   | 6      |
| Seppanen   | Finlandia | 1       | 0       | 0      | 0        | 0        | 0      | 0   | 0   | 0   | 0   | 6      |
| Snowball   | Australia | 0       | 0+1     | 0      | 0        | 0        | 0      | 0   | 0   | 0   | 0   | 6      |
| Tagel      | Svezia    | 0       | 0+1     | 0      | 0        | 0        | 0      | 0   | 0   | 0   | 0   | 6      |
| Varela     | Messico   | 0       | 0       | 1      | 0        | 0        | 0      | 0   | 0   | 0   | 0   | 6      |
| Vicinelli  | Italia    | 0       | 1       | 0      | 0        | 0        | 0      | 0   | 0   | 0   | 0   | 6      |
| Villanueva | Messico   | 1       | 0       | 0      | 0        | 0        | 0      | 0   | 0   | 0   | 0   | 6      |
| Lafata     | Italia    | 0       | 0       | 0      | 0        | 0        | 0      | 4+1 | 0   | 0   | 0   | 5      |
| Fenwick    | Australia | 0       | 0       | 0      | 0        | 0        | 0      | 0+1 | 0   | 0+1 | 0   | 4      |
| Huerta     | Messico   | 0       | 0       | 0      | 0        | 0        | 0      | 0   | 1   | 0   | 0   | 2      |
| Team       | Giappone  | 0       | 0       | 0      | 0        | 0        | 0      | 0   | 0   | 0   | 1   | 2      |
| Ryynanen   | Finlandia | 0       | 0       | 0      | 0        | 0        | 0      | 1   | 0   | 0   | 0   | 1      |

## Passer rating
La classifica tiene in considerazione soltanto i quarterback con almeno 10 lanci effettuati.
| Giocatore  | Naz.      | G   | Att   | Comp  | Int | Yds     | TD  | NFL    | NCAA   |
| ---------- | --------- | --- | ----- | ----- | --- | ------- | --- | ------ | ------ |
| Rodriguez  | Messico   | 2+1 | 16+13 | 11+6  | 1+0 | 199+48  | 3+0 | 106,54 | 157,41 |
| Nakazawa   | Giappone  | 1   | 17    | 11    | 0   | 132     | 1   | 107,97 | 149,34 |
| Sunaga     | Giappone  | 3   | 31    | 17    | 1   | 254     | 3   | 100,73 | 149,15 |
| Lio        | Italia    | 2+1 | 40+34 | 16+17 | 1+1 | 243+178 | 3+2 | 74,21  | 109,28 |
| Matsumoto  | Giappone  | 1+1 | 25+30 | 16+17 | 1+1 | 172+143 | 1+0 | 66,86  | 106,84 |
| Villanueva | Messico   | 2+1 | 22+10 | 11+3  | 0+3 | 133+40  | 2+0 | 42,84  | 91,04  |
| Hejdesten  | Svezia    | 1+1 | 29+19 | 12+8  | 1+2 | 134+98  | 1+1 | 44,79  | 83,52  |
| Tos        | Australia | 2   | 14    | 5     | 0   | 56      | 0   | 48,51  | 69,31  |
| Toro       | Messico   | 3   | 15    | 5     | 0   | 60      | 0   | 46,53  | 66,93  |
| Eriksson   | Svezia    | 2   | 26    | 8     | 1   | 72      | 0   | 24,20  | 46,34  |
| Ward       | Australia | 2+1 | 27+16 | 6+7   | 3+2 | 56+103  | 0+1 | 10,85  | 45,71  |
| Nieminen   | Finlandia | 2+1 | 13+29 | 10+10 | 4+3 | 88+103  | 0+1 | 7,59   | 40,88  |

## Statistiche
| Pos | Squadra   | G | V | N | P | PF  | PS  | DP   |
| --- | --------- | - | - | - | - | --- | --- | ---- |
| 1   | Giappone  | 3 | 3 | 0 | 0 | 88  | 7   | +81  |
| 2   | Messico   | 3 | 2 | 0 | 1 | 143 | 6   | +137 |
| 3   | Svezia    | 3 | 2 | 0 | 1 | 67  | 47  | +20  |
| 4   | Italia    | 3 | 1 | 0 | 2 | 66  | 99  | -33  |
| 5   | Australia | 3 | 1 | 0 | 2 | 16  | 83  | -67  |
| 6   | Finlandia | 3 | 0 | 0 | 3 | 14  | 127 | -113 |